# Fa D’ambu jezik
Fa D’ambu jezik (ISO 639-3: fab), kreolski jezik temeljen na portugalskom, kojim govori preko 3 000 ljudi, od čega 2 500 u Ekvatorskoj Gvineji, poglavito na otocima Annobón (2 000) i Bioko (500), te nešto na kontinentalnom dijelu države i u Španjolskoj.
Govornici su porijeklom od robova sa São Tomé i Angole, koje su na Annobón dopremili Portugalci. Različit je od fernando po krio [fpe] i crioulo [pov] jezika. Na drugim jezicima nazivan je i annobonense, annobonés, annobonese.

## Vanjske poveznice
- Ethnologue (14th)
- Ethnologue (15th)